# مدرعات متدثرة
المدرعات المتدثرة (الاسم العلمي:Chlamyphorinae) هي فُصيلة من الحيوانات تتبع فصيلة المدرعات المتدثرة وأشباهها من رتبة الحزاميات.

## أجناس
- المدرع المنقّب
- المدرع المُتَدَثِّرَ